# Fék György
Fék György (Budapest, 1942. január 13. – Budapest, 2021. március 27.) Balázs Béla-díjas magyar hangmérnök.

## Életpályája
1960-ban végzett a Kandó Kálmán Híradásipari Technikumban, majd a Budapesti Műszaki Egyetemen Villlamosmérnöki karán tanult. 1960-1990 között a Mafilmnél dolgozott. 1968-ban vezérhangfelvevő volt. 1976 óta hangmérnök. 1969-ben megházasodott Galamb Margit filmvágóval. Két gyermekük született, 1973-ban Fék Vid és 1974-ben Dr. Fék Márk György. 1990-től napjainkig a Mafilm Audio Kft. hangmérnöke. 1994-ben feleségül vette korábbi kollégáját, a ma szinkronrendezőként ismert Dezsőffy Rajz Katalint. Két gyermekük született, 1995-ben Fék András és 2004-ben Fék Marcell.

## Filmjei
| - A tévedés áldozata (1956) - Hüvelyk Matyi (1958) - Volt egyszer egy gazember (1970) - Felszarvazták őfelségét! (1971) - Düh (1972) - Aljas utcák (1973) - Hétalvó (1973) - Fényes nyergek (1974) - A nagy álom (1978) - Party zóna (1978) - Mad Max (1979) - Hosszú nagypéntek (1980) - Időbanditák (1981) - Szárnyas fejvadász (1982) - A vadak ura (1982) - Az igazak (1983) - Mindenem a tiéd (1984) - Rémálom az Elm utcában (1984) - Vörös hajnal (1984) - Szoba kilátással (1985) - Repül a haverom (1986) - Fekete özvegy (1987) - A nővadász (1987) - Puszta acél (1987) - Zsarulesen (1987) - Mentőakció (1988) - Egy ártatlan ember (1989) - Halálos nyugalom (1989) - A kis hableány (1989) - A nagy csapat (1989) - Nicsak, ki beszél! (1989) - Börtöncsapda (1990) - Az éjszaka szülöttei (1990) - A halál keresztútján (1990) - Három férfi és egy kis hölgy (1990) - Képeslapok a szakadékból (1990) - Mint a villám (1990) - A pokol konyhája (1990) - A bárányok hallgatnak (1991) - Egy ágyban az ellenséggel (1991) - A halászkirály legendája (1991) - A küzdelem törvénye (1991) - Az örömapa (1991) - Az 57-es utas (1992) - Dermesztő szenvedélyek (1992) - Férjek és feleségek (1992) - Hullajó (1992) - Kőbunkó (1992) - Kutyaszorítóban (1992) - Mint a tűz (1992) - Nincs bocsánat (1992) - Szellem a házban (1992) - Több mint testőr (1992) - Az úszó erőd (1992) - Árral szemben (1993) - Az ártatlanság kora (1993) - Célkeresztben (1993) - Forráspont (1993) - Gyilkos nap (1993) - A három testőr (1993) - Jég veled (1993) - Napok romjai (1993) - Nyom nélkül (1993) - Az ördögkatlan (1993) - A pusztító (1993) - A szomszéd nője mindig zöldebb (1993) - Testrablók (1993) - Tökéletes világ (1993) | - Csak veled (1994) - Féktelenül (1994) - Mindent bele srácok (1994) - Sorsjegyesek (1994) - Szökésben (1994) - Született gyilkosok (1994) - Végsebesség (1994) - Áldatlan állapotban (1995) - Bérgyilkosok (1995) - Gyorsabb a halálnál (1995) - Még zöldebb a szomszéd nője (1995) - Mintamókus (1995) - Pénzvonat (1995) - Szemtől szemben (1995) - A szív hídjai (1995) - Az utolsó esély (1995) - 101 kiskutya (1996) - A függetlenség napja (1996) - A gazdagság ára (1996) - A gonosz csábítása (1996) - Közös többszörös (1996) - Pofonláda (1996) - A rajongó (1996) - Tűzparancs (1996) - Ebadta delfin (1997) - Nekem 8 (1997) - Pénz beszél (1997) - Godzilla (1998) - Örökkön-örökké (1998) - Amerikai pite (1999) - Háborgó mélység (1999) - Ilyen a boksz (1999) - Bérgyilkos a szomszédom (2000) - A bűnös (2000) - A hatodik napon (2000) - Jég és föld között (2000) - Csajok a csúcson (2001) - Felpörgetve (2001) - Kémkölykök (2001) - A sárkány csókja (2001) - 40 nap 40 éjszaka (2002) - Bazi nagy görög lagzi (2002) - A kismenő (2002) - Az új fiú (2002) - Oviapu (2003) - Túl közeli rokon (2003) - Holnapután (2004) - A régi környék (2004) - A vándorló palota (2004) - Hazárd megye lordjai (2005) - Zorro legendája (2005) - Anyám nyakán (2006) - A harag napja (2006) - Malac a pácban (2006) - A mások élete (2006) - Cserbenhagyás (2007) - Felkoppintva (2007) - Kórház a pokolban (2007) - Mézengúz (2007) - Lepattintva (2008) - Szex és New York (2008) - Angyalok és démonok (2009) - A csajok háborúja (2009) - Kutyaszálló (2009) - Páros mellékhatás (2009) - Sejtcserés támadás (2010) - Rango (2011) |

### Magyar
| - Kakuk Marci (1973) - Pókfoci (1976) - Ők ketten (1977) - K. O. (1978) - A trombitás (1979) - Angi Vera (1979) - Bizalom (1980) - Vasárnapi szülők (1980) - Haladék (1980) - Mephisto (1981) - Néptanítók (1981) - Kabala (1982) - Elveszett illúziók (1983) - Napló gyermekeimnek (1984) | - Redl ezredes (1985) - Visszaszámlálás (1986) - Sír az út előttem (1987) - Csók, Anyu (1986) - Laura (1987) - Hol volt, hol nem volt (1987) - Menedékjog (1988) - Tüske a köröm alatt (1988) - Hanussen (1988) - Ismeretlen ismerős (1989) - A túlélés ára (1990) - Eszterkönyv (1990) - Könyörtelen idők (1992) - Magyar nők a Gulágon (2003) |

## Díjai
- A filmszemle díja (1985)
- Balázs Béla-díj (1990)
- Életműdíj (2019)